# Parenty
 Parenty  es una población y comuna francesa, en la región de Norte-Paso de Calais, departamento de Paso de Calais, en el distrito de Montreuil y cantón de Hucqueliers.

## Demografía
| 434 | 406 | 378 | 369 | 349 | 396 |
| Para los censos de 1962 a 1999 la población legal corresponde a la población sin duplicidades (Fuente: INSEE [Consultar]) |     |     |     |     |     |